# Koszmosz–637
A Koszmosz–637 (oroszul: Космос–637) szovjet távközlési műhold.

## Küldetés
A Molnyija távközlési műhold továbbfejlesztett berendezéseinek technikai próbáját végezte, a földi Orbita-rendszer közreműködésével. Feladata megegyezett a Koszmosz–260 műholdéval.

## Jellemzői
1974. március 26-án a Bajkonuri űrrepülőtér indítóállomásról modernizált  Proton hordozórakétával állították Föld körüli pályára. Az orbitális egység pályája 1425,8 perces, 0,3 fokos hajlásszögű, elliptikus pálya perigeuma 35 390 kilométer, apogeuma 35 779 kilométer volt. Hasznos tömege 2000 kilogramm. Aktív szolgálati ideje ismeretlen.

## Külső hivatkozások
- Koszmosz–637. nasa.gov. (Hozzáférés: 2012. november 25.)